# Pustelpilze
Die Pustelpilze (Nectria) sind eine Gattung aus der Ordnung der Krustenkugelpilzartigen (Hypocreales). Ihre Anamorphengattung ist Tubercularia. Die Typusart ist der Zinnoberrote Pustelpilz (Nectria cinnabarina).

## Merkmale

### Teleomorphen
Myzelien um die Perithecien und auf dem Substrat sind selten sichtbar. Die Stromata durchbrechen die Epidermis des Wirtes. Sie sind pseudoparenchymatisch aufgebaut, wobei die Zellen eine textura angularis bis textura prismatica bilden. Die Stromata verfärben sich mit KOH dunkelrot und mit Milchsäure gelb.
Die Perithecien werden einzeln oder büschelig an der Oberfläche gut entwickelter Stromata gebildet. Die Perithecien sind leicht ellipsoidisch bis kugelig geformt, etwa 350 µm hoch und 300 µm breit (ca. 500 × 500 µm bei N. balansae). Bei trockener Witterung können sie jedoch oberseits becherförmig einfallen. Sie sind rot bis braun gefärbt; apikal sind sie dunkler getönt. Die Oberfläche ist glatt oder warzig. Mit KOH und Milchsäure reagieren sie wie die Stromata dunkelrot bzw. gelb. Eine Ausnahme bildet N. balansae, die mit KOH purpur reagiert. Die Zellen an der Oberfläche der Perithecien bilden eine textura globulosa oder eine textura angularis. Die Wand der Perithecien ist ca. 40 bis 60 µm dick und besteht aus zwei Schichten.
Die 8-sporigen Asci sind unitunicat, zylindrisch bis schmal keulig geformt und besitzen am oberen Ende einen unauffälligen Ring. Die Sporen sind biseriat im oberen Teil des Ascus und uniseriat in dessen unterem Teil. Bei N. balansae sind sie insgesamt meist biseriat. Die Sporen selbst sind hyalin, elliptisch bis spindelig, birnenförmig oder allantoid (würstchenförmig)  und an beiden Enden abgerundet. Sie sind bis zu 4-fach septiert, manchmal auch muriform. Die Oberfläche ist glatt oder stachelig.

### Anamorphen
Die Anamorphen bestehen aus Sporodochien und/oder Synnemata, bei N. balansae aus Sporodochien und/oder Pyknidien.

#### Sporodochien
Die Stromata der Sporodochien durchbrechen die Epidermis der Wirtspflanze. Sie sind hauptsächlich blass gelb bis orange, selten rötlich braun gefärbt. Die Sporodochien befinden sich an der Oberfläche gut entwickelter Stromata. Sie stehen verstreut, einzeln oder gesellig und sind sitzend bis lang gestielt sowie scheibenförmig oder zylindrisch-kopfig geformt und insgesamt bis zu 8 mm hoch. Die Oberfläche ist glatt, hirnartig gewunden oder warzig, bei N. balansae flaumig. Sie ist weißlich gelb bis orange, manchmal dunkler rot gefärbt. Der Stiel ist weiß bis weißlich rot, selten dunkler rot getönt. Die Stielzellen bestehen annähernd aus einer textura angularis und gehen in das Stroma über. Im Zentrum des Stiels sind sie meist breiter. Das Hymenium entspringt direkt von einer textura prismatica, wobei sich die Zellen in eine textura angularis verlängern.
Die Konidiophore der Sporodochien sind, wenn vorhanden, verticillat, hyalin und verzweigen sich zwei- oder dreimal. Anschließend bilden sie die Konidien an den Enden und den Seiten der konidiogenen Zellen (akropleurogen). Bei N. balansae werden die Konidien nur an den Enden von zwei bis vier quirlständigen konidiogenen Zellen und sterilen Hyphen gebildet, wobei ein kleiner, unauffälliger Collar vorhanden ist. Die konidiogenen Zellen sind gerade bis gekrümmt, zylindrisch oder pfriemförmig. Sie bilden die Konidien innerseits (enteroblastisch). Die Konidien der Sporodochien sind hyalin, schmal elliptisch bis zylindrisch, bei N. balansae rundlich bis elliptisch, gerade oder leicht gekrümmt, unseptiert und glattwandig.

#### Synnemata
Die Synnemata durchbrechen meist ebenfalls die Epidermis des Wirtes. Sie entstehen einzeln oder gesellig wiederum in Gruppen oder büschelig an den Perithecien der Teleomorphen oder unabhängig davon. Die Synnemata sind zylindrisch-, pfriemförmig-kopfig oder keulig ausgebildet. Sie sind aufrecht oder nickend, unverzweigt oder selten an der Basis verzweigt. Dort sind sie rotbraun getönt und mitunter deutlich striegelig. In KOH färben sie sich blutrot. Im Alter verfärben sie sich nach oben hin bis fast schwarz. Die Synnemata sind bis zu 3 mm hoch und bis zu 0,4 mm breit. Die äußeren Hyphen des Stiels sind an der Basis gold-braun, zur Spitze hin blass braun gefärbt.
Die Konidiophore der Synnemata besitzen Phialiden oder lange sterile Hyphen. Sie sind mono- oder biverticillat, wobei die Quirle kompakt oder diffus stehen. Die konidiogenen Zellen sind zylindrisch bis pfriemförmig, gerade oder gebogen und enteroblastisch. Die sterile Hyphen sind, wenn vorhanden mit Phialiden untermischt. Diese Hyphen sind nadelförmig, gekrümmt oder seltener gerade, nicht oder dichotom verzweigt und septiert. Sie entspringen aus Hyphen, oft in Gruppen aus einer bis vier Konidiophore, zusammen mit Phialiden. Die Konidien sind hyalin, elliptisch, verkehrt eiförmig oder manchmal allantoid, unseptiert und glatt.

#### Pyknidien
Die Stromata der Pyknidien von N. balansae bilden sich in den Stromata mit den Perithecien der Teleomorphen. Sie sind orange bis umberfarben. Die Pyknidien sind kugelig und eingesenkt. Die konidiogenen Zellen sind enteroblastische, verlängerte Phialiden mit einem undeutlichen kleinen Collar. Die Konidien ähneln den Ascokonidien. Sie sind rundlich bis elliptisch, unseptiert und hyalin.

#### In Kultur
In Kultur besitzen die Kolonien der Anamorphen eine radial, manchmal wellige Oberfläche. Sie ist weiß, weißlich-gelb, weißlich-safranfarben bis gelblich-braun. Sie ist leicht wollig und weist häufig Luftmycel auf. Dieses ist zunächst unverzweigt; manchmal ist es verticillat ausgebildet. Es verzweigt sich dann ein- bis dreimal und wird locker bis mäßig dicht verzweigt. Die konidiogenen Zellen sind enteroblastisch. Sie sind zylindrisch und zur Spitze hin leicht verjüngt oder schmal flaschenförmig. Die jungen Konidien entstehen einzeln an den Phialiden an eingesenktem oder Luftmycel. Die Konidien werden häufig an schleimigen Köpfen oder Sporodochien gebildet. Sie sind elliptisch, schmal zylindrisch, spindelig bis zylindrisch, gerade oder leicht gebogen und an beiden Enden abgerundet. Sie sind hyalin, glatt und unseptiert. Reife Konidien sind angeschwollen, meist nicht, seltener einfach septiert und elliptisch, schmal elliptisch, zylindrisch bis allantoid geformt. Manchmal weisen sie einen stark verengten Mittelteil auf. Sie sind hyalin, glatt, gerade oder leicht gekrümmt und an beiden Enden abgerundet. Die Sporen keimen Mitunter auf dem Nährmedium. Chlamydosporen werden selten gebildet.
N. balansae bildet auf SNA-Agar zwei Typen von Konidiophoren. Die kurzen Konidiophore bilden Mikrokonidien und sind nicht oder lose verzweigt. Die konidiogenen Zellen sind langzylindrisch bis pfriemförmig, gerade bis leicht gekrümmt und enteroblastisch. Sie bilden je eine Konidie. Die Mikrokonidien sind hyalin, elliptisch bis spindelig, selten gekrümmt und unseptiert. Die langen Konidiophore bilden Makrokonidien und sind ebenfalls nicht oder lose verzweigt. Die konidiogenen Zellen sind langzylindrisch, gerade oder leicht gekrümmt und enteroblastisch. Die Makrokonidien sind hyalin, rundlich bis elliptisch, gekrümmt, unseptiert und dickwandig. Chlamydosporen oder angeschwollene Hyphen sind vorhanden.

## Gattungsabgrenzung
Die Gattungen Allantonectria und Pleonectria unterscheiden sich durch hell gelbliche Schuppen auf den Perithecien.

## Ökologie und Verbreitung
Pustelpilze wachsen auf Laubholz und holzigen Sträuchern. Sie sind temperat und tropisch verbreitet.

## Systematik
Innerhalb der Gattung wird neben Nectria die Gruppe um N. balansae unterschieden. Die meisten Arten außerhalb der N.-balansae-Gruppe bilden einzelne, Perithecien gesammelt an der Oberfläche gut entwickelter Stromata, die Ascosporen sind meist unter 25 µm lang und Mikrokonidien fehlen in Kultur. In der N.-balansae-Gruppe sind die Perithecien in ein rötliches Stroma eingesenkt, die Ascosporen sind meist über 25 µm lang und Mikrokonidien existieren in Kultur. Darüber hinaus werden in natürlicher Umgebung Pyknidien und Sporodochien als Anamorphen gebildet und die Makrokonidien entstehen je einzeln an den Hyphenzweigen. Trotz der morphologischen Unterschiede zum übrigen Teil der Gattung scheint die Gruppe um N. balansae polyphyletisch zu sein.
Die Gattung Nectria enthält weltweit folgende Arten.
| Deutscher Name           | Wissenschaftlicher Name   | Autorenzitat                                          | Nebenfruchtform            | Bekannte Verbreitung |
| ------------------------ | ------------------------- | ----------------------------------------------------- | -------------------------- | --- |
|                          | Nectria antarctica        | (Speg. 1888) Rossman 1989                             |                            | Nordamerika (USA), Südamerika (Chile) |
|                          | Nectria argentinensis     | Hirooka, Rossman & P. Chaverri 2012                   |                            | Südamerika (Argentinien) |
|                          | Nectria asiatica          | Hirooka, Rossman & P. Chaverri 2011                   |                            | Asien (China, Japan) |
|                          | Nectria aurantiaca        | (Tul. & C. Tul. 1865) Jacz. 1913                      | Tubercularia aurantiaca    | Europa (Tschechien, Frankreich, UK) |
|                          | Nectria australiensis     | Seifert 1985                                          | Tubercularia australiensis | Ozeanien (Australien, Neuseeland) |
|                          | Nectria balansae          | Speg. 1886                                            |                            | Asien (China, Indien, Japan), Europa (Frankreich), Südamerika (Brasilien, Paraguay) |
|                          | Nectria berberidicola     | Hirooka, Lechat, Rossman & P. Chaverri 2012           |                            | Europa (Frankreich) |
|                          | Nectria canadensis        | Ellis & Everh. 1884                                   | Tubercularia grayana       | Nordamerika (Kanada, USA) |
|                          | Nectria cingulata         | Starbäck 1899                                         |                            | Südamerika (Brasilien) |
| Zinnoberroter Pustelpilz | Nectria cinnabarina       | (Tode 1791) Fr. 1849                                  | Tubercularia vulgaris      | Europa (Dänemark, Deutschland, Frankreich, Irland, Niederlande, Österreich, Polen, UK, Ukraine), Nordamerika (Kanada, USA) |
|                          | Nectria dematiosa         | (Schwein. 1832) Berk.                                 |                            | Asien (China, Japan), Europa (Finnland, Polen), Ozeanien (Neuseeland), Nordamerika (Kanada, USA) |
|                          | Nectria eustromatica      | Jaklitsch & Voglmayr 2011                             |                            | Europa (Kroatien, Italien) |
|                          | Nectria himalayensis      | Hirooka, Rossman & P. Chaverri 2012                   |                            | Asien (Indien: Himalaya) |
|                          | Nectria hoheriae          | Dingley 1989                                          | Tubercularia hoheriae      | Ozeanien (Neuseeland) |
|                          | Nectria lateritia         | (P. Karst. 1889) Rossman 1983                         |                            | Asien (China, Malaysia), Südamerika (Brasilien, Venezuela) |
|                          | Nectria magnispora        | Hirooka, Rossman & P. Chaverri 2012                   |                            | Asien (Japan) |
|                          | Nectria marieae           | Hirooka, Fournier, Lechat, Rossman & P. Chaverri 2012 |                            | Europa (Frankreich, Spanien) |
|                          | Nectria neorehmiana       | Rossman 1983                                          |                            | Südamerika (Ecuador) |
|                          | Nectria nigrescens        | Cooke 1878                                            | Tubercularia ulmea         | Europa (Frankreich, Deutschland, UK), Nordamerika (Kanada, USA) |
|                          | Nectria noackiana         | Syd. & P. Syd. 1907                                   |                            | Südamerika (Brasilien) |
|                          | Nectria novae-zaelandiae  | (Dingley 1952) Rossman 1979                           |                            | Ozeanien (Neuseeland) |
|                          | Nectria paraguayensis     | Speg. 1885                                            |                            | Südamerika (Argentinien, Brasilien, Paraguay) |
|                          | Nectria polythalama       | Berk. 1855                                            |                            | Ozeanien (Neuseeland) |
|                          | Nectria pseudadelphica    | Rehm                                                  |                            | Südamerika (Ecuador) |
|                          | Nectria pseudocinnabarina | Rossman 1989                                          |                            | Karibik (Kuba, Guadeloupe, Martinique), Südamerika (Brasilien, Französisch-Guayana, Venezuela) |
|                          | Nectria pseudotrichia     | Berk. & M.A. Curtis 1854                              | Tubercularia lateritia     | Afrika (Kamerun, Gabun, Ghana, Tansania, Uganda), Asien (China, Indien, Indonesien, Japan, Malaysia, Papua-Neuguinea, Philippinen, Sri Lanka, Taiwan, Thailand), Karibik und Mittelamerika (Costa Rica, Kuba, Dominica, El Salvador, Guatemala, Jamaika, Panama, Puerto Rico), Nordamerika (Mexiko, USA), Ozeanien (Australien), Südamerika (Argentinien, Bolivien, Brasilien, Kolumbien, Ecuador, Französisch-Guayana, Guayana, Paraguay, Peru, Suriname, Venezuela) |
|                          | Nectria pyriformis        | Hirooka, Rossman & P. Chaverri 2012                   |                            | Asien (Indien) |
|                          | Nectria sordida           | Speg. 1898                                            |                            | Südamerika (Argentinien, Brasilien, Französisch-Guayana) |
|                          | Nectria tucumanensis      | Speg. 1909                                            |                            | Mittelamerika (Costa Rica), Südamerika (Argentinien, Kolumbien) |